# Gordon Reid (Rollstuhltennisspieler)
Gordon Reid, OBE (* 2. Oktober 1991 in Helensburgh) ist ein britischer Rollstuhltennisspieler aus Schottland.

## Karriere
Gordon Reid begann im Alter von sechs Jahren mit Tennis. 2004 erkrankte er an Transverser Myelitis und war fortan auf den Rollstuhl angewiesen. Im Rollstuhltennis, das er seit 2005 betreibt, startet er in der Klasse der Paraplegiker („Open“). Seit 2012 spielt er in Vollzeit.
Beim Wheelchair Tennis Masters erzielte er im Doppel bereits größere Erfolge. 2012 erreichte er mit Ronald Vink erstmals das Endspiel der Doppelkonkurrenz, sie verloren dieses jedoch in drei Sätzen gegen Shingo Kunieda und Stéphane Houdet. Im Jahr darauf gelang ihm an der Seite Houdets der erstmalige Titelgewinn. Auch 2014 zog Gordon Reid ins Finale ein, dieses Mal mit Michaël Jeremiasz. Sie unterlagen Joachim Gérard und Houdet in zwei Sätzen. 2015 gewann er an der Seite von Shingo Kunieda die French Open und an der Seite Stéphane Houdets die Doppelkonkurrenz der US Open. Auch das Masters gewann er 2015 an der Seite von Michaël Jeremiasz. 2016 gewann er die Einzelkonkurrenzen bei den Australian Open und in Wimbledon, im Doppel siegte er bei den French Open und ebenfalls in Wimbledon. 2017 sicherte er sich mit dem Gewinn der Doppelkonkurrenz der Australian Open den Karriere-Grand-Slam, in Wimbledon verteidigte er mit Alfie Hewett seinen Vorjahrestitel. Ebenso gewann er mit Hewett die US Open. Die beiden erzielten 2021 einen Grand Slam im Doppel. Schon 2020 und erneut 2024 gewannen die beiden sämtliche Doppelkonkurrenzen, in diesen Jahren wurde allerdings nur jeweils drei Turniere ausgetragen.
In der Weltrangliste erreichte er seine besten Platzierungen mit Rang eins im Einzel am 19. September 2016 sowie mit Rang eins im Doppel am 9. November 2015.
Er nahm an bislang fünf Paralympischen Spielen teil. 2008 schied er in Peking sowohl im Einzel als auch im Doppel in der ersten Runde aus. 2012 in London verbesserte er sich in beiden Konkurrenzen, indem er jeweils das Viertelfinale erreichte. Im Einzel unterlag er Maikel Scheffers in zwei Sätzen. Bei den Spielen 2016 gewann er Gold im Einzel. Im Finale besiegte er Alfie Hewett in zwei Sätzen, mit dem er kurz zuvor in der Doppelkonkurrenz die Silbermedaille gewonnen hatte. Bei den Spielen in Tokio konnte er erneut zwei Medaillen gewinnen. Bronze gab es für einen Sieg über seinen Landsmann Alfie Hewett, an dessen Seite er außerdem Silber erreichte. Das Finale gegen das französische Doppel Stéphane Houdet und Nicolas Peifer ging erst im Tie-Break des dritten Satzes verloren. 2024 gewann er gemeinsam mit Hewett die Goldmedaille bei den Paralympischen Spielen in Paris und sicherte sich damit den Karriere-Golden-Slam im Doppel. Im Einzel schied er im Viertelfinale gegen den späteren Bronzemedaillengewinner Gustavo Fernández aus.

## Leistungsbilanz bei den Grand-Slam-Turnieren

### Einzel
| Turnier         | 2013 | 2014 | 2015 | 2016 | 2017 | 2018 | 2019 | 2020 | 2021 | 2022 | 2023 | 2024 | 2025 | Karriere |
| --------------- | ---- | ---- | ---- | ---- | ---- | ---- | ---- | ---- | ---- | ---- | ---- | ---- | ---- | -------- |
| Australian Open | –    | VF   | VF   | S    | VF   | VF   | VF   | F    | HF   | VF   | VF   | HF   | VF   | S        |
| French Open     | HF   | HF   | VF   | F    | VF   | VF   | F    | VF   | VF   | VF   | VF   | HF   | VF   | F        |
| Wimbledon       |      |      |      | S    | VF   | VF   | VF   |      | F    | VF   | HF   | 1    | VF   | S        |
| US Open         | HF   | VF   | VF   |      | HF   | VF   | VF   | VF   | HF   | 1    | F    |      |      | F        |

### Doppel
| Turnier         | 2013 | 2014 | 2015 | 2016 | 2017 | 2018 | 2019 | 2020 | 2021 | 2022 | 2023 | 2024 | 2025 | Karriere |
| --------------- | ---- | ---- | ---- | ---- | ---- | ---- | ---- | ---- | ---- | ---- | ---- | ---- | ---- | -------- |
| Australian Open | –    | F    | F    | F    | S    | F    | HF   | S    | S    | S    | S    | S    | S    | S        |
| French Open     | F    | HF   | S    | S    | F    | HF   | HF   | S    | S    | S    | S    | S    | S    | S        |
| Wimbledon       | 4.   | 3.   | F    | S    | S    | S    | F    |      | S    | F    | S    | S    | F    | S        |
| US Open         | HF   | F    | S    |      | S    | S    | S    | S    | S    | F    | HF   |      |      | S        |

Zeichenerklärung: S = Turniersieg; F, HF, VF, AF = Einzug ins Finale / Halbfinale / Viertelfinale / Achtelfinale; 1, 2, 3 = Ausscheiden in der 1. / 2. / 3. Hauptrunde; nicht ausgetragen
Anmerkungen
1. 1 2  Bei den Wimbledon Championships gab es bis 2015 ein Spiel um Platz drei